# Royales constitutions
 (décembre 2023).
Les Royales constitutions (Regie Costituzioni) sont des lois ayant pour but de codifier de droit privé dans les États du roi de Sardaigne au XVIIIe siècle pour « assurer la gloire de l'État et le bonheur des peuples ». Elles sont également connues sous le nom de « Costituzioni piemontesi ». 

## Les Royales constitutions de 1723
Victor-Amédée II a entrepris de procéder à la compilation et la mise à jour des antiques coutumes et des anciens édits rédigés depuis Amédée VIII pour en faire un corps régulier et complet de lois applicables dans tous ses États « pour donner des lois faciles et claires à ses peuples ». Cette opération de récolement des textes de lois avait déjà été fait en 1681 par la duchesse Jeanne de Nemours pendant sa régence.
Le roi de Sardaigne avait vu ses États s'agrandir d'un tiers, la population augmenter et il souhaitait faire disparaître « l'ancienne bigarrure des coutumes et des lois » pour avoir une administration uniforme. Dans le livre Intérêts de la France avec ses voisins, le marquis d'Argenson écrivit sur son administration :
De son temps, la Savoie et le Piémont présentaient une monarchie aussi bien réglée qu'aurait pu l'être une république. C'était, pour ainsi dire, un état tiré au cordeau. On y pourvoyait à tout ; les vastes monarchies, pour se relever de l'indolence qu'entraîne leur grandeur, pourraient prendre dans celle-ci des leçons utiles, applicables à chacune de leurs provinces.
Dans ce travail de réforme de l'État le roi avait entrepris de réaliser le cadastre de ses États pour permettre une meilleure égalité devant l'impôt territorial. Il est commencé en Savoie en 1728 et dure jusqu'au règne suivant. Dans le Comté de Nice, la dernière carte du cadastre, celle de Rimplas, est réalisée en 1785. Il a aussi entrepris de faire réviser par la Chambre des comptes de Turin la validité des titres de noblesse. Ces titres étaient frappés de nullité s'il y avait le moindre défaut de forme. Après avoir recouvré les fiefs dont la Chambre des comptes avait prononcé la nullité des titres, le roi les revendait à des ennoblis. Il n'hésita pas à faire payer à la noblesse et au clergé la taille des fonds qu'ils possédaient.
La première version, somme des textes antérieurs et définissant des règles uniformes après plus d’un siècle d’oscillations, est réalisée entre 1713 et 1718 par Jean-Christophe Zoppi, professeur de droit civil à l'Université de Pavie. Trois versions sont revues par des fonctionnaires piémontais et niçois, comme Rayberti et Fogassières. 
Il comprend plusieurs livres :
- le livre premier réglemente le domaine religieux,
- le deuxième la conduite des magistrats et des officiers,
- le troisième traite de la procédure civile,
- le quatrième concerne le droit pénal et la procédure criminelle,
- le cinquième est sur le droit civil, droit successoral et pratique notariale.

Le 20 février 1723 est publiée la quatrième version connue sous le nom de Royales constitutions. Ce texte reste la base du droit public et dans une certaine mesure du droit privé jusqu'au XIXe siècle. Il est appliqué par les sénats du royaume avec toutefois des différences régionales entre le Piémont et le duché de Savoie. 
Ces textes règlent les activités principales de l'activité des pouvoirs publics : la justice, les procédures, l'administration religieuse et l'économie.

## Royales Constitutions de 1729 ou Code Victorin
La version définitive du texte, appelé Code victorin, est enregistrée par les sénats du royaume en juillet 1729. Le code révise les Royales constitutions de 1723 et ajoute une partie portant sur le droit foncier, féodal et fiscal.
Il comprend trois volumes :
- le premier renferme les lois civiles,
- le deuxième comprend essentiellement les lois criminelles,
- le troisième, les règlements pour l'instruction publique.

La partie concernant les lois civiles a été rédigée par un Niçois, le comte Charles-Louis Caissotti. La partie sur les lois criminelles est due à Berstarini Les règlements pour l'instruction publique sont l'œuvre de Pensabene.

## Les Royales constitutions de 1770
Charles-Emmanuel III entreprit de réformer le Code victorin 40 après sa promulgation. Il a fait modifier toutes les lois qui, après leur mise en application, ont fait naître des doutes et fourni matière à de justes réclamations. Il a aussi voulu faire disparaître les dernières traces de bigarrures dues à d'anciennes coutumes. Il a ajouté aux lois existantes un assez grand nombre de lois permettant de leur servir de liaison, de développement et de supplément. Par ailleurs, il est défendu aux avocats et aux juges de faire aucune interprétation qu'ils doivent en faire. Le législateur avait pour but de rendre les lois les plus claires et les plus précises possibles.
Charles-Louis Caissotti, rédacteur d'une partie de la version de 1729, premier président du Sénat de Piémont, est depuis 1768  Grand chancelier. Jacques Salteur et François-Xavier Maistre furent les principaux rédacteurs de cette loi constitutionnelle. Le Sénat de Nice rend applicable cet ultime texte dans les territoires soumis à sa juridiction par manifeste en date du 2 mai 1770.
Ces Royales constitutions sont divisées en six livres ou sections principales, traitant :
- des cas où l'autorité civile doit venir en appui de l'autorité ecclésiastique,
- des attributions des divers tribunaux,
- des devoirs particuliers de chacun des membres qui les composent,
- des formes de la procédure civile et de la procédure criminelle,
- l'indication des délits et de leurs peines,
- les lois relatives aux successions, aux ventes forcées, aux donations, aux prescriptions
- des devoirs des notaires et des insinuateurs
- des attributions de la Chambre des comptes avec toutes les matières domaniales, administratives et féodales.

### Fonds d'archives
- « Royales constitutions de 1729 par Victor-Amédée de Savoie : copie manuscrite réalisée par André Depassier » (1729 - 1733), Cote : 213 J 22 ; Inventaire d'archives : 213 J Fonds Depassier ; sur le site francearchives.gouv.fr.